# Pentti Linnosvuo
Pentti Linnosvuo (n. 17 martie 1933, Vasa, Vaasa Province⁠(d), Finlanda – d. 13 iulie 2010, Helsingfors, Finlanda) a fost un trăgător de tir ce a reprezentat Finlanda, medaliat olimpic. A participat la 5 ediții ale Jocurilor Olimpice (1952, 1956, 1960, 1964, 1968) în care a câștigat două medalii de aur și o medalie de argint.